# Corallinophycidae
Corallinophycidae, podrazred crvenih algi u razredu Florideophyceae. Postoji 907 priznatih vrsta unutar 5 redova (4 imenovanih). Ime je došlo po rodu Corallina.

## Redovi i broj vrsta
1. Corallinales P.C.Silva & H.W.Johansen, 821
2. Corallinapetrales S.Y.Jeong, W.A.Nelson, B.Y.Won & T.O.Cho 	2
3. Corallinophycidae incertae sedis 6
4. Rhodogorgonales S.Fredericq, J.N.Norris & C.Pueschel, 18
5. Sporolithales Le Gall & G.W.Saunders, 60

- Hapalidiales W.A.Nelson, J.E.Sutherland, T.J.Farr & H.S.Yoon, 202; nepriznat